# Potoooooooo
Potoooooooo (Eller Pot-8-Os) var en tävlingshäst som levde under 1700-talet i Storbritannien. Av sina 40 lopp vann han 34 och Potoooooooo anses av vissa som den bästa hästen under sin tid. Namnet Potoooooooo sägs komma från att uppfödaren, Willoughby Bertie, 4:e Earl av Abingdon, ville döpa hästen till "Potatoes" och sa åt stallpojken att skriva upp namnet på hästens box. Stallpojken stavade då namnet som Potoooooooo ("Potatoes" på engelska kan uppfattas som "Pot-eight-o's", på svenska "Pot-åtta o:n"), detta roade ägaren och han valde att behålla namnet. Efter sin tävlingskarriär drog Potoooooooo sig tillbaka som avelshingst vid Oxcroft farm. 
I databasen som The Jockey Club för, är hästens namn stavat Pot8O's. I databasen som General Stud Book för, är hästens namn stavat Potoooooooo.